# Fonadhoo
Fonadhoo är en ö i Haddhunmathiatollen i Maldiverna.  Den ligger i administrativa atollen Laamu atoll, i den centrala delen av landet, 260 km söder om huvudstaden Malé. Fonadhoo är administrativ centralort för Laamu atoll. Ön har via landbankar förbindelse med ön Kadhdhoo med flygplatsen Kadhdhoo Airport och med ön Gan.